# ميشيل بيانكي
ميشيل بيانكي (بالإيطالية: Michele Bianchi)‏ (و. 1883 – 1930 م) هو سياسي، وصحفي، ونقابي، من مملكة إيطاليا، كان عضوًا في الحزب الوطني الفاشي، توفي في روما، عن عمر يناهز 47 عاماً.

## مناصب
تولى منصب minister of Public Works of the Kingdom of Italy ‏ (12 سبتمبر 1929–3 فبراير 1930).